# 中国国际航空981号班机劫机事件
中國国际航空公司981號班機劫机事件是指1989年12月16日11时25分，该班機在由北京飛往上海的途中被一名中华人民共和国籍乘客張振海劫持并企圖令飛機飛往大韓民國的事件，但由於韓方拒絕降落，班機最後降落在日本福岡機場，劫機者也於1990年被引渡回中华人民共和国。此事件後來也被稱作“張振海劫機案”。

## 劫機經過
中国国际航空公司981号班机（CA981，CCA981）是中國国际航空公司執行的由北京經上海、舊金山至紐約的定期國際航班。
北京時間1989年12月16日10時51分，CA981號班機載著200名乘客及23名機組人員，從北京首都国际机场起飛。11時25分，飛機在經過濟南一帶上空時，機上一男性乘客張振海将在背面写有“飞行员请把飞机降落在南朝鲜，3分钟不答应我就把飞机炸了”的壹角人民币纸币递给机组乘务员交机长。同时，他用右手食指拉着一根尼龙引线作出随时引爆腰间爆炸装置的姿态来威胁机组人员。班機隨即與韓國漢城金浦國際機場取得聯繫，但由于中韩两国当时尚未建交，韓國方面拒絕該班機降落，甚至準備出動戰鬥機攔截。班機向上海機場通知此事後轉飛日本，于日本當地時間14時35分飛至福岡機場上空，日方起初也拒絕降落，但由於飛機燃料不足，日方出於人道主義考慮最終同意班機降落，飛機於14時52分降落在福岡機場。班機在福岡機場降落後，張振海被乘務員通知已到達漢城，並被帶到後艙門，在乘務員打開後艙門時被乘務員順勢推下飛機，摔到地面，導致骨折，之後被日本警察扶上擔架，送往醫院搶救。隨後，機長與福岡機場有關負責人聯繫。
事發時，張振海的妻子和兒子也在機上，日本警方需要對其當面調查以確認張振海妻兒是否有同犯性質。日方與中方交涉之後同意除張振海妻兒之外的乘客下機休息，經中方同意后上機調查，後經查證，張振海妻兒並未參與劫機，日本警方也同意張振海家屬隨客機回國。12月17日凌晨1時48分，遭劫持的客機在加滿燃料之後離開福岡機場，返回北京。有14名乘客請求在日停留並擇日換機赴美。

## 引渡劫機犯
中方在劫機當晚與日方談判時請求日方將劫機犯張振海交中方處理，但由於當時張振海仍在醫院接受治療，引渡問題需延後討論。中方隨後對張振海情況的調查顯示，時年36歲的張振海在河北某棉機配件廠工作時曾因貪污公款4000元被捕，1989年11月取保候審，但因對判決結果不滿，張振海決定劫機逃往韓國。這一情況被通報給日本警方。但由於事發時六四事件餘波未平，張振海的劫機行為也被認為有政治動機。根据日本《逃犯引渡法》，中方首先向日方提交了请求日方将张振海临时拘留的外交照会和北京市检察机关签发的逮捕证。日方收到后，日本法院于1989年12月末将张振海临时拘留，并将其从福冈转移到东京关押。后又应日方要求，1990年1月中国派出了一个由外交、公安、检察等部门组成的引渡小组赴日本就引渡张振海进行商谈。1990年2月，中方正式提交了引渡请求，并附上中国刑法有关方面的规定及司法解释的法律意见书，以及证明张振海犯有劫机罪行和有关证据。表示將就劫機行為對張振海進行審判，而非針對張振海的其他罪行。在对中国引渡请求进行司法审查过程中，日本法院依据国际引渡制度中"死刑犯不引渡原则"要求中国政府保证在引渡后不对张振海判处死刑，中国政府经研究后接受了这一条件，并通过外交途径作出不判处死刑的承诺的补充照会，附上补充证据材料。
1990年4月28日，東京高等裁判所同意將張振海引渡回中國，張振海被押送至成田國際機場，並乘CA926號班機回中國。1990年6月30日北京市人民检察院分院依法对其提起了公诉。1990年7月18日，北京市中级人民法院以劫持飛機罪判處張振海有期徒刑8年，剝奪政治權利2年，該判決也被最高人民法院核准。
北京市公安機關的調查顯示，張振海及其妻兒搭乘CA981班機由北京飛往上海的機票是由其親戚私刻公章後憑蓋有假公章的介紹信代購的，這也引發了公安部對公用印章管理的關注。

## 航班情況
遭劫持的CA981號班機是中国国际航空公司1981年開通的首條中美定期航線，由北京經上海、舊金山飛往紐約。1989年事發時亦採用此航線。後來改經安克雷奇，機型改用波音747-400。該班機2002年9月改為經北極航線不停站直飛，2013年3月31日至2015年1月6日使用波音777-300ER，2015年1月7日起更換為波音747-8。
事發時，機上外籍人士包括12名美國人，2名英國人，4名泰國人及一名不明國籍人士。

## 涉事客机
事發時執行CA981班機的是一架波音747-2J6BM客貨混裝機，生產序列號23461，生產線編號為628，使用四台普惠JT9D-7R4G2發動機，於1985年11月30日首飛，試飛註冊編號為N60668，同年12月交付中國民航。1988年7月1日，該機轉予中國國際航空，但直至1990年仍保留中國民航塗裝，事發時機齡4年。B-2448於1998年被改裝為貨機，2009年5月轉售友和道通航空並一直封存於武漢天河國際機場至今。